# José Caballero y Muñoz-Caballero
José Caballero y Muñoz-Caballero (Huelva, 11 de juny de 1913 - Madrid, 26 de maig de 1991) va ser un pintor espanyol del segle xx.

## Vida i obra
Després d'estudiar en el col·legi dels Pares Agustins i el batxillerat en l'Institut de Huelva, on dona mostres indubtables de la seva capacitat per al dibuix coneix a la fi dels anys 20 al poeta Adriano del Valle. En 1924 mor el seu pare i la família queda en una difícil situació econòmica.
En 1930 es trasllada a Madrid per a estudiar Enginyeria Industrial, que abandona dos anys després per a ingressar a l'Escola de Belles Arts de Sant Ferran i continuar amb les seves classes en l'estudi de Daniel Vázquez Díaz, a qui havia conegut a Huelva quan aquest pintava els murals de Monestir de la Rábida. A través del seu mestre entra en contacte amb els artistes i intel·lectuals més destacats d'aquell moment. Poc temps després, al costat d'altres artistes com Federico García Lorca, col·labora en l'Ateneu de Huelva en una exposició tan polèmica que va ser clausurada a l'hora d'inaugurar-se.
En 1933 visita amb freqüència el pintor constructivista uruguaià Joaquim Torres García, i un any més tard l'escultor Alberto Sánchez, dels qui rep importants ensenyaments.
En 1934 Federico García Lorca l'incorpora al Teatre Universitari La Barraca, on aportarà diferents dibuixos per a les obres de la companyia, a més dissenya en la Residencia de Estudiantes els decorats de l'obra Historia de un soldado, i comença la seva amistat amb Pablo Neruda, Rafael Alberti, Miguel Hernández, Maruja Mallo o Luis Buñuel.
L'any 1935 representa per a l'artista una etapa creativa molt lligada al surrealisme espanyol. Així, realitza tres cartells conjuntament amb Adriano del Valle en l'Ateneu de Sevilla i il·lustra poemes per a Federico García Lorca i Pablo Neruda. També contribueix en revistes avantguardistes com Cruz y Raya, Noreste, Línea i Caballo Verde para la poesía o en la primera fira de dibuix organitzada per la Sociedad de Artistas Ibéricos.
Amb l'arribada de la Guerra Civil uns quants d'aquests artistes s'exiliaran o desapareixeran. Però no Caballero, al qual la guerra l'agafa a Huelva i que, en ser cridat a files, es dedicarà a realitzar mapes. Després de la contesa, fa nombrosos treballs com a decorador per a cinema i teatre. Col·labora amb grans directors d'escena espanyols i el seu treball queda reflectit en les nombroses fotografies sobre teatre realitzades pel fotògraf Juan Gyenes en els anys quaranta i cinquanta.
En 1949 realitza una pintura per a l'oficina espanyola de turisme i il·lustra diversos llibres de poesia. El seu èxit és notable, fins que en 1950 és convidat a la XXV Edició de la Biennal de Venècia i realitza la seva primera gran mostra individual a Madrid, en la galeria Clan. A partir d'aquí s'interessa per l'expressionisme i en 1953 exposa en el Museu d'Art Contemporani de Madrid. En 1957 coneix a Pablo Picasso en París. A partir d'aquí la seva obra es dilata en el temps amb aportacions diverses fruit de viatges a diferents països com Turquia que el porten a provar amb el geometrisme en les seves obres. Les exposicions sobre la seva obra seran nombroses en aquests anys.
En 1972 organitza una exposició antològica a Huelva, ciutat en la qual anys abans ha fet diversos treballs per a la diputació o per a una caixa d'estalvis. A l'any següent una exposició seva és vetada pel Ministeri d'Interior.
En 1987, com a forma de defensar l'experimentació en l'art, va fundar el grup artístic Ruedo Ibérico, en el qual s'integraren els també artistes plástics Salvador Victoria, José María Iglesias, José Luis Fajardo, Luis Caruncho, Álvaro Delgado i Águeda de la Pisa, a més dels escriptors i teòrics de l'art José Luis Morales i José Manuel Caballero Bonald. El Grupo Ruedo Ibérico va organitzar diverses exposicions nacionals i internacionals, la més important de totes va ser la que es va veure en el Centro Cultural de la Villa (Madrid) en 1991.
Va morir a Madrid el 26 de maig de 1991, i va ser enterrat a la ciutat d'Alcalá de Henares.

## Premis i homenatges
Medalles del Cercle d'Escriptors Cinematogràfics
| Any  | Categoria        | Pel·lícula | Resultat  |
| ---- | ---------------- | ---------- | --------- |
| 1951 | Millors decorats | Parsifal   | Guanyador |

- Premi Nacional d'Arts Plàstiques en 1984.
- Fill Predilecte d'Andalusia en 1989.
- Medalla al Mèrit Artístic per l'Ajuntament de Madrid.
- Fill Adoptiu i Medalla d'Or d'Alcalá de Henares.
- Medalla d'or de la ciutat de Huelva.
- Fill Adoptiu de Punta Umbría.
- Carrers al seu nom a Alcalá de Henares, Punta Umbría, San Pedro de Alcántara i Aljaraque.
- Institut d'Ensenyament Secundari amb el seu nom a Huelva.

## Llista d'institucions amb obres de José Caballero
| - Biblioteca Nacional, Madrid - Calcografía Nacional, Madrid - Colección Agencia EFE, Madrid - Colección de Arte Contemporáneo AENA, Madrid - Colección Ministerio de Trabajo y Asuntos Sociales, Madrid - Fundación BBVA, Madrid - Casa-Museo Federico García Lorca, Fuente Vaqueros, Granada - Centro Andaluz del Teatro, Sevilla - Colección Caja de Ahorros, CAI, Saragossa - Colección Félix Adelantado, Saragossa - Colección Massaveu, Oviedo - Fundación Bartolomé March, Palma - Fundación Caixa Galicia, La Coruña - Fundación Cultural Mapfre, Madrid - Fundación Cajasol, Sevilla y Huelva - Fundación García Lorca, Madrid - Fundación Juan March, Madrid - Fundación Pilar y Joan Miró, Palma - Fundación Rafael Alberti, El Puerto de Santa María, Cadis - Fundación Santander Central Hispano, Madrid - Fundación Telefónica, Madrid - Museo Camón Aznar, Zaragoza - Museo de Arte Contemporáneo ACA, Tenerife - Museo de Arte Contemporáneo del Alto Aragón, Osca - Museo de Arte Contemporáneo Español, Museo Patio Herreriano, Valladolid - Museo de Arte Contemporáneo, Sevilla - Museo de Bellas Artes de Bilbao - Museo de Bellas Artes, Vitoria - Museo de Huelva - Museo del Dibujo Castillo de Larrés, Sabiñánigo, Huesca - Museo del Grabado Contemporáneo Español, Marbella, Málaga - Museo del Teatro, Spoleto | - Museo Lázaro Galdiano, Madrid - Museo Municipal, Madrid - Museo Nacional Centro de Arte Reina Sofía, Madrid - Museo Nacional del Teatro, Almagro, Ciudad Real - Museo Popular de Arte Contemporáneo, Vilafamés, Castellón - Museo Taurino, Madrid - Palacio de la Diputación, Huelva - Palacio de la Merced (sede de la Diputación Provincial), Córdoba - Palacio Municipal de Huelva - Colección Pedro Gil Mazo, Punta Umbría. - Colección Marc Ribas, Barcelona - Academia de Bellas Artes Nicolai Paulovitx, Sofía (Bulgaria) - Galeria Nacional de Art Estranger, Sofia (Bulgaria) - Museu del Centre d'Investigacions Estètiques, Torí - Col·lecció Chase Manhattan Bank, Nova York - Fundación Carnegie Institute Pittsburgh, Pensilvania - Texas Memorial Museum, Austin, Texas - Fundación Pablo Neruda, Santiago de Xile - Museo de Arte Contemporáneo, Managua - Museo de la Solidaridad Salvador Allende, Santiago de Xile - Museo Rufino Tamayo, México D. F. - Museo Nacional de Colombia - Museo Nacional de Bellas Artes, Guinea Equatorial |